# Kyriaki
Kyriaki (griechisch Κυριακή) ist ein griechischer, weiblicher Vorname.

## Herkunft und Bedeutung
Der Name Kyriaki (Kurzformen Koula oder Kiki, auch in der Transkription Kiriaki) stammt aus dem Neugriechischen und bedeutet Sonntag.

## Namenstag
Als Namenstag wird der 7. Juli gefeiert.
- 7. Juli; Heilige Kyriaki (Αγία Κυριακή Agia Kyriaki), orthodoxe Heilige

## Namensträgerinnen
- Kyriaki Chryssomalli-Henrich (* 1946), deutsch-griechische Neogräzistin und Übersetzerin
- Kyriaki Konstantinidou (* 1984), griechische Radrennfahrerin
- Kyriaki Liosi (* 1979), griechische Wasserballerin
- Kyriaki Papadopoulou (* 1938), bürgerlicher Name der griechischen Sängerin Marinella
- Kyriaki Samani (* 1995), griechische Leichtathletin